# Partito dei Contadini d'Italia
Il Partito dei Contadini d'Italia fu un partito politico italiano fondato da Giacomo Scotti di Montegrosso d'Asti negli anni venti del XX secolo ed attivo soprattutto tra le Langhe, il Monferrato e la Valtellina. Sciolto dal fascismo nel 1926, ebbe un breve periodo di rinascita ad opera del fratello di Giacomo, Alessandro Scotti, dopo la conclusione del secondo conflitto mondiale.

## Storia

Simbolo utilizzato nelle elezioni del 1924

I suoi esponenti avevano l'abitudine di tenere i propri congressi e riunioni politiche in lingua piemontese. Il suo simbolo raffigurava un gruppo di spighe attorniate da grappoli d'uva, serrate da un cartiglio col motto Per l'Italia rurale. Il partito pubblicava il giornale La Voce del Contadino.
Alle elezioni del 1924 ottenne l'1,03% dei voti e 4 deputati. Fu bandito due anni dopo insieme a tutti i partiti non fascisti ai sensi del Regio Decreto 1848/1926.
Ricostituito dopo la caduta del fascismo, nel 1946 il Partito dei Contadini elesse il proprio leader Alessandro Scotti all'Assemblea Costituente, dove si associò al gruppo della Democrazia del Lavoro. Alle elezioni del 1948, eleggendo Scotti alla Camera, si associò al gruppo del Partito Repubblicano Italiano.
Differentemente da molti paesi del Nord Europa, in Italia la questione agraria trovò rappresentanza politica nella Democrazia Cristiana e i suoi rapporti con le Associazioni Cristiane Lavoratori Italiani (ACLI) e la Confederazione Nazionale Coltivatori Diretti (Coldiretti), esaurendo la necessità di uno specifico partito contadino. Nel 1953 formò un patto di collaborazione con il Partito Nazionale Monarchico, rieleggendo Scotti alla Camera dei Deputati. Le posizioni di destra del PNM irritarono il Partito dei Contadini, che nel 1958 decise di presentarsi con il Movimento Comunità ed il Partito Sardo d'Azione (provocando l'uscita di Scotti dal partito), non eleggendo deputati.
Ormai marginalizzato, il Partito dei Contadini d'Italia continuò ad essere attivo a livello locale fino al 1963, quando confluì nel Partito Repubblicano Italiano.

## Risultati elettorali
| Elezione | Elezione | Voti      | %    | Seggi   |
| --- | -------- | --------- | ---- | ------- |
| Politiche 1924 | Camera   | 73.569    | 1,03 | 4 / 535 |
| Politiche 1946 | Camera   | 102.393   | 0,44 | 1 / 556 |
| Politiche 1948 | Camera   | 95 914    | 0,37 | 1 / 574 |
| Politiche 1948 | Senato   | 65 925    | 0,29 | 0 / 237 |
| Politiche 1953a | Camera   | 1 854 850 | 6,85 | 1 / 574 |
| Politiche 1953a | Senato   | 1 581 128 | 6,51 | 0 / 237 |
| Politiche 1958b | Camera   | 173 227   | 0,59 | 0 / 596 |
| Politiche 1958b | Senato   | 142 897   | 0,55 | 0 / 246 |
| a In lista comune col Partito Nazionale Monarchico (seggi PNM: 53). b In lista comune col Movimento Comunità (seggi MC: 1) ed il Partito Sardo d'Azione (seggi PSd'Az: 0). |          |           |      |         |